# تلگراف سیتی (کالیفرنیا)
تلگراف سیتی (به انگلیسی: Telegraph City) یک منطقهٔ مسکونی در ایالات متحده آمریکا است که در شهرستان کالاوراس، کالیفرنیا واقع شده‌است. تلگراف سیتی ۱۹۹ متر بالاتر از سطح دریا واقع شده‌است.